# Afinitate pentru electroni
Afinitatea pentru electroni reprezintă cantitatea de energie schimbată (degajată sau consumată) de un atom izolat în stare gazoasă, care acceptă un electron pentru a se transforma în anion (ion negativ).
X + e− →  X− + energie

## Utilizări
Această proprietate este măsurată doar pentru atomii și moleculele în stare gazoasă, deoarece în starea de lichid și solid, nivelele de energie ar fi schimbate din cauza contactului cu alți atomi sau molecule. O listă a afinităților pentru electroni a fost folosită de Robert S. Mulliken pentru dezvoltarea unei scale de electronegativitate. Astfel, scala Mulliken pentru electronegativitate este definită în funcție de afinitatea pentru electroni și energia primară de ionizare a atomului respectiv implicat într-o legătură chimică.